# St. Nikolai (Spandau)

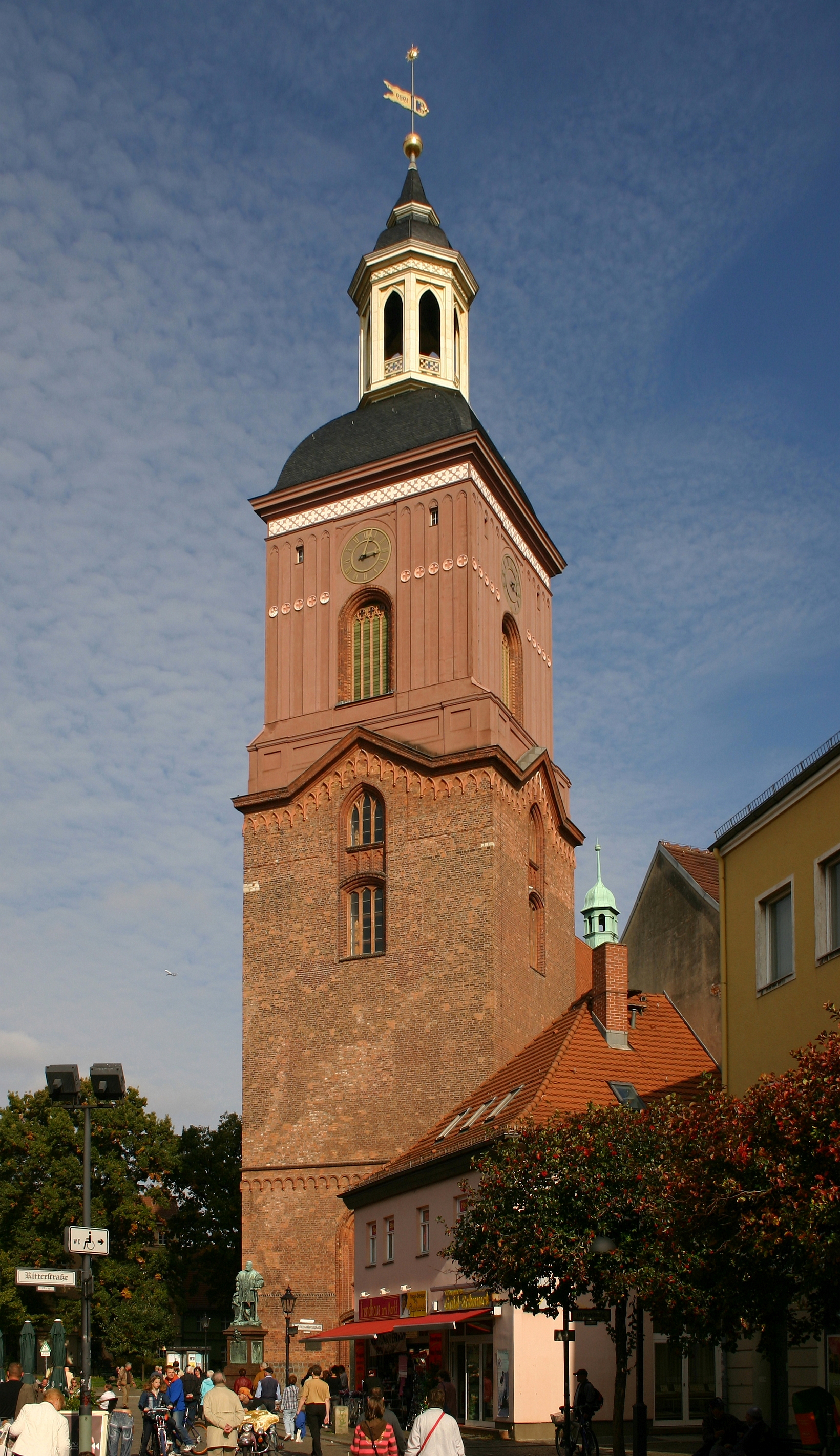
Blick von der Carl-Schurz-Straße

St. Nikolai (von lateinisch [Ecclesia] Sancti Nicolai ‚[Kirche] des heiligen Nikolaus‘) im Berliner Ortsteil Spandau ist eine dreischiffige gotische Hallenkirche. Erbaut wurde sie im 14. Jahrhundert an der Stelle einer um 1240 als „ecclesia forensis“ (Marktkirche) erstmals urkundlich erwähnten Vorgängerkirche.
Die Kirche liegt am Reformationsplatz 1 in der Spandauer Altstadt und ist heute die Pfarrkirche der evangelischen Kirchengemeinde St. Nikolai Berlin-Spandau. Die Gemeinde gehört zum Kirchenkreis Spandau des Sprengels Berlin der Evangelischen Kirche Berlin-Brandenburg-schlesische Oberlausitz.

## Geschichte

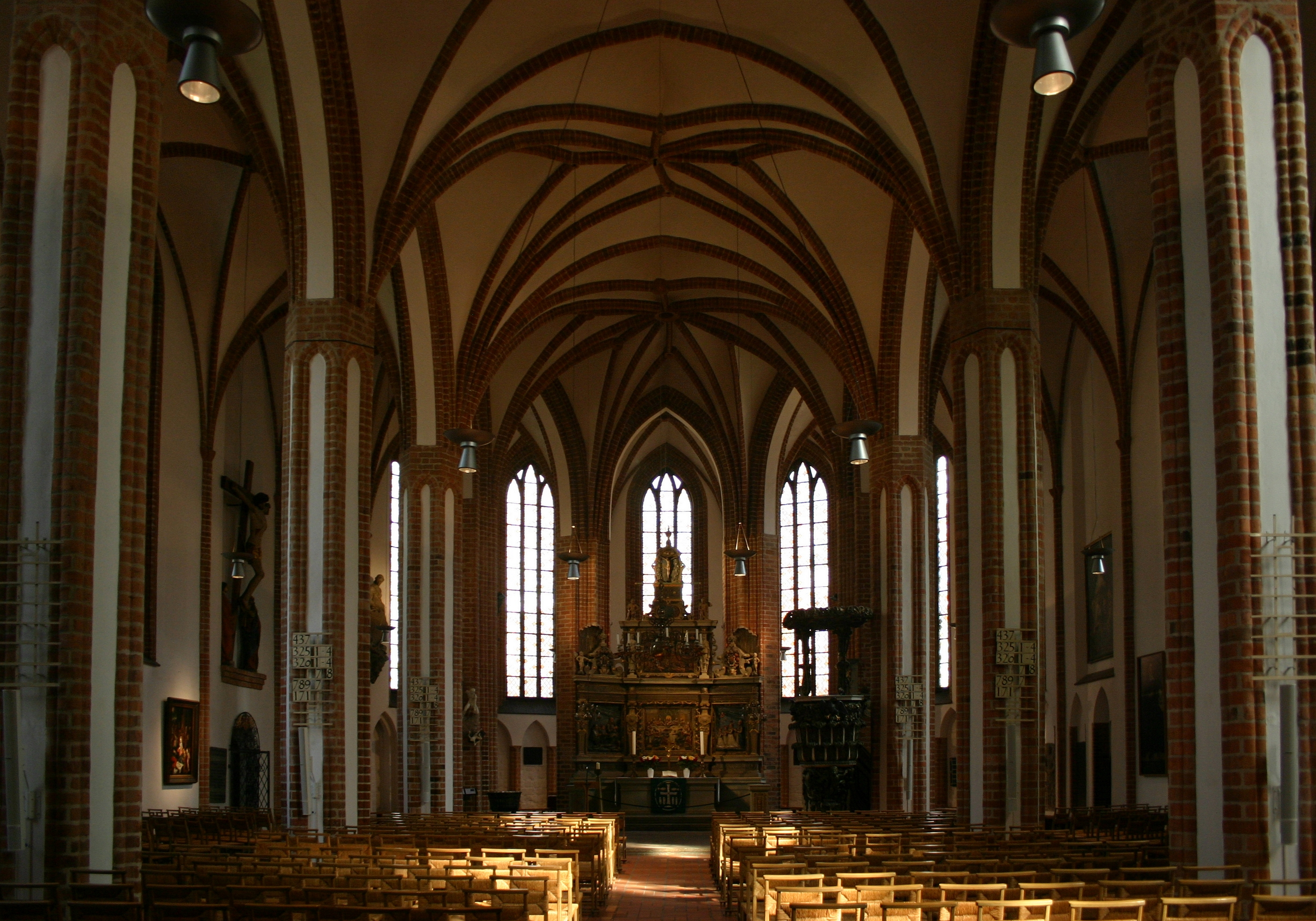
Inneres der Nikolaikirche

### Mittelalter
Die St.-Nikolai-Kirche ist eines der bedeutendsten Bauwerke der Spandauer Altstadt. Sie war die mittelalterliche Pfarrkirche von „Spandow“ mit dem Patrozinium des heiligen Bischofs Nikolaus von Myra, des Schutzpatrons der Seefahrer, reisenden Händler und Kinder. Nikolaus-Patrozinien finden sich im Mittelalter häufig bei Gotteshäusern in Hafenstädten und Kaufmannsvierteln.
Das Kirchenpatronat über St. Nikolai, das Recht zur Besetzung von Pfarrstellen mit einem Priester, war von den askanischen Markgrafen Johann I. von Brandenburg und Otto III. dem Frommen dem 1239 von ihnen gegründeten Benediktinerinnenkloster Spandau übertragen worden. Die Bürgerschaft der Stadt Spandau hatte es 1240 abgelehnt, das Kirchenpatronat über St. Nicolai gegen Zahlung einer Entschädigung selbst zu übernehmen, so dass die Pfarrkirche bis zur Reformation in der Abhängigkeit von den Benediktinerinnen blieb. Die Pfarrer waren somit bis zu dessen Enteignung und Schließung Angestellte des Klosters. Spandau gehörte zum Bistum Brandenburg; das Benediktinerinnenkloster bildete darin mit 82 abhängigen Dörfern ein Unterzentrum (sedes, „Sitz“) im östlichen Teil des Bistums.
Die möglicherweise aus Feldsteinen und Holz errichtete erste Kirche war im Laufe des 14. Jahrhunderts offenbar zu klein geworden. An derselben Stelle wurde die heutige Kirche errichtet. Für diesen Neubau ging Gunther Jahn 1971 im Kunstdenkmäler-Inventar für Spandau von einem Baubeginn erst in den 1410er-Jahren aus. Diese Spätdatierung machte die Kirche unter Bauhistorikern zum „vermeintlich baukünstlerischen Leichtgewicht“. Allerdings legte die 1992 vom Landesdenkmalamt Berlin durchgeführte dendrochronologische Untersuchung der Bauhölzer im Dach einen Baubeginn schon ein halbes Jahrhundert früher, also bereits Anfang der 1360er-Jahre nahe, denn das auf dem Kirchenrohbau errichtete hölzerne Dachwerk ist auf „um 1365“ zu datieren, so dass der Chor zu dem Zeitpunkt bereits fertiggestellt gewesen sein muss. Daher gilt nach aktuellem Forschungsstand die Spandauer St.-Nikolai-Kirche als einer der frühesten märkischen Sakralbauten mit Umgangschoranlage. Als architektonisches Vorbild wird die stark übereinstimmende Grundrissgeometrie des nur wenig älteren, 1361 begonnenen Ostchors der Nürnberger St.-Sebald-Kirche gesehen. Weil der Baubeginn beider Kirchen sehr nahe beieinander liegt, düften Grundrisszeichnungen zwischen den Baustellen kursiert haben. Nach Einschätzung der Kunsthistorikerin Ulrike Gentz hatten die Wittelsbacher und Luxemburger, denen die Mark Brandenburg in dieser Zeit unterstand, Interesse an der wirtschaftlich bedeutenden Stadt Spandau. Es gab Kontakte aus dem florierenden Nürnberg zu den Handelsstädten in der Mark Brandenburg, was offenbar dazu beitrug, süddeutsch-böhmisches Formenrepertoire in der Kirchenarchitektur nach Norddeutschland zu exportieren, wodurch „die Genese des Hallenumgangschores im Backsteingebiet der Mark Brandenburg eingeläutet“ wurde. Hierbei spielte die Spandauer Nikolaikirche eine Schlüsselrolle und wurde zum Vorbild für die Berliner Nikolaikirche und für St. Marien und Andreas (Rathenow). Dies geschah gleichzeitig mit der Marienkirche in Frankfurt (Oder), deren Vorbild in der Heilig-Kreuz-Kirche in Schwäbisch Gmünd zu sehen ist, oder vielleicht sogar etwas früher als diese.
Der massive spätgotische Westturm entstand 1467/1468.
Eine Nebenkirche von St. Nikolai war die Moritzkirche, die seelsorglich und organisatorisch von dort mitbetreut wurde. Möglicherweise war sie älter als die erste der beiden Nikolaikirchen (erbaut vielleicht schon im 12. Jahrhundert) und somit die erste Pfarrkirche in Spandow, so der Historiker Joachim Pohl.
An St. Nikolai bestand im Mittelalter (Erwähnung: 1313 mit 19 Mitgliedern) eine Kalandsbruderschaft, eine Priestergemeinschaft, der später auch Laien angehören konnten. Sie betreute Reisende, hatte ein Haus in der Breiten Straße und besaß das Patronatsrecht über einen der Altäre in der Nikolaikirche. 1501 wurden Kurfürst Joachim I. und sein Bruder Albrecht in den Spandauer Kaland aufgenommen. Eine zweite Bruderschaft, die St.-Annen-Bruderschaft oder Elendsgilde, wurde 1312 erwähnt. Sie betreute „unglückliche“ Reisende und besaß Gärten nördlich der Stadt und in Stresow, dort auch einen Hof.

### Kirchfriedhof
An der Kirche befand sich wohl von Anfang an ein Kirchfriedhof („Kerkhof“), der 1431 nach den Veränderungen durch den Kirchbau von Bischof Stephan Bodecker von Brandenburg neu geweiht wurde; der Neubau der Nikolaikirche, so der Historiker Jürgen Grothe, muss zu dem Zeitpunkt zumindest im Rohbau vollendet gewesen sein. Bei der Pestepidemie im Jahre 1612 starben in Spandau 927 Menschen, so dass wieder Beerdigungen auf dem Kirchhof der Moritzkirche, zwischen Jüdenstraße und der Stadtmauer, vorgenommen werden mussten, weil der Platz auf dem Nikolaikirchhof nicht ausreichte. Beigesetzt wurde auf dem Nikolai-Friedhof bis 1750. 1752 wurde ein neuer Nikolaifriedhof auf einem 18 Morgen großen Gelände der ehemaligen Kirchenmeierei zwischen der heutigen Schönwalder-, Kirchhofstraße und Straße Am Koeltzepark eröffnet.

### 16. bis 19. Jahrhundert

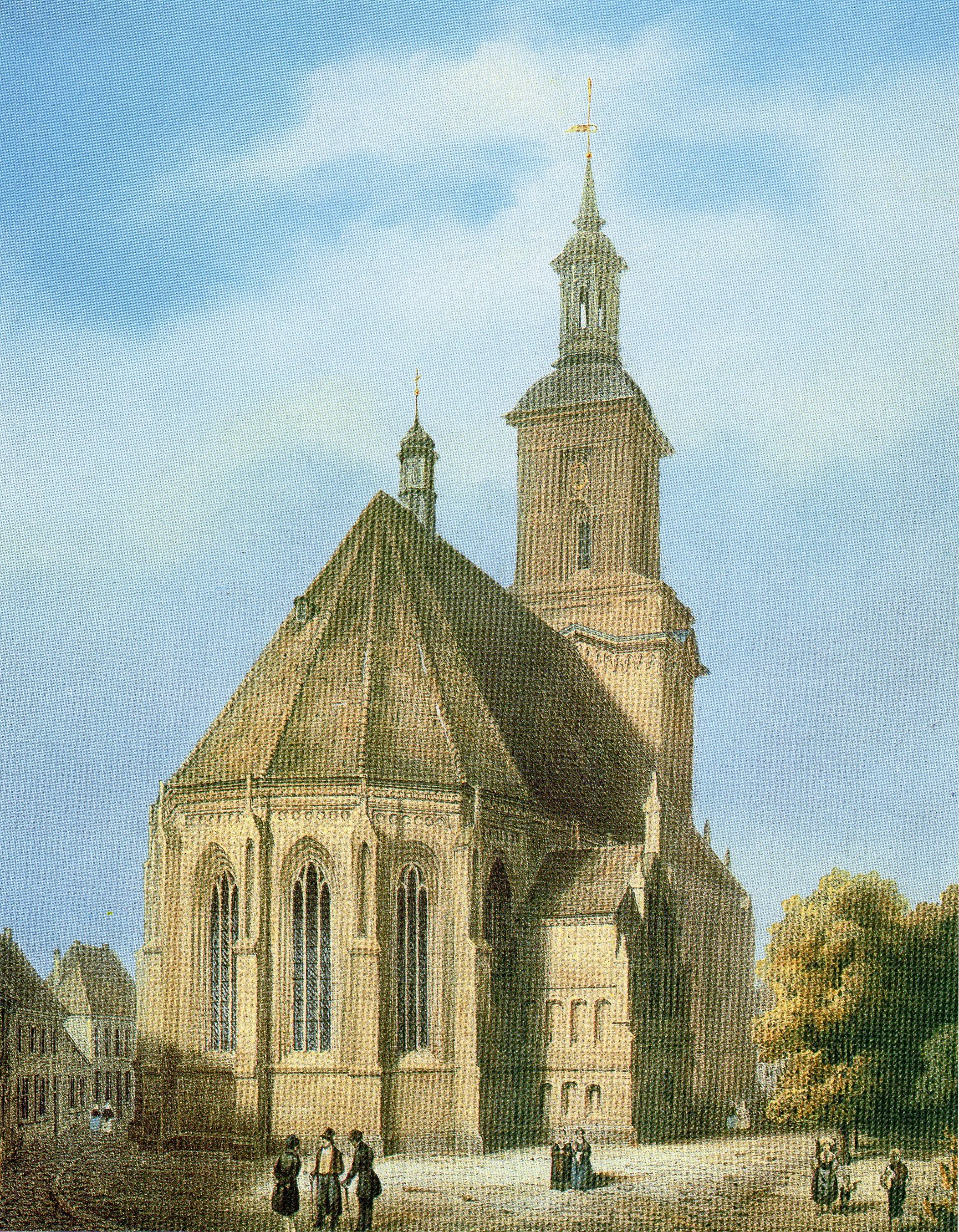
Der Chor von Osten (Lithografie, etwa Mitte des 19. Jahrhunderts)

Von der St.-Nikolai-Kirche in Spandau breitete sich die Reformation in Brandenburg und Berlin aus. Kurfürst Joachim II. vollzog dort am 1. November 1539 seinen Übertritt zum evangelischen Bekenntnis. Seine Mutter Elisabeth gilt jedoch als die eigentliche Reformatorin Brandenburgs. Sie hatte sich bereits 1527 für die evangelische Sache entschieden und war deshalb 1528 außer Landes geflohen und zur Rückkehr erst wieder bereit, wenn sie hier frei nach lutherischer Lehre ihren Glauben leben könne. Als sie 1545 endlich alle Bedingungen erfüllt sah, wählte sie für die letzten zehn Jahre ihres Lebens den Palas der Zitadelle Spandau zum Wohnsitz. 

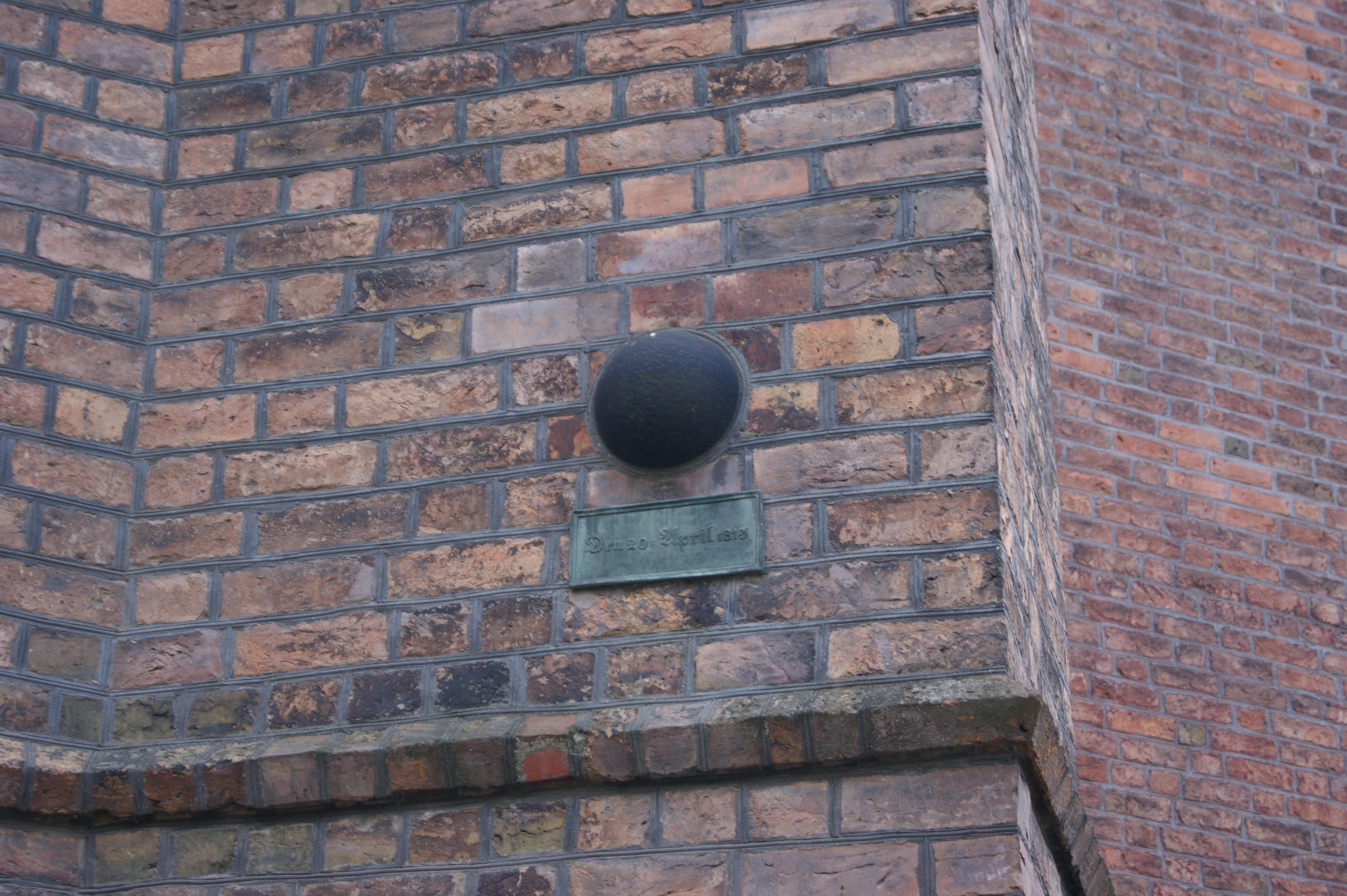
Kanonenkugel in der Nord-Fassade

In der Zeit der napoleonischen Eroberungszüge in Europa gab es um die Kirche einige Kämpfe, woran eine 1839 in die Außenmauer des Hauses eingemauerte Kanonenkugel erinnern soll. Bereits 1567 hatte Kurfürst Joachim II. von der Zitadelle aus den Kirchturm, der wegen seiner Höhe Einblick in die Zitadelle bot, während eines von ihm inszenierten „Lustgefechts“ zwischen der Spandauer und der Berliner Bürgerschaft beschießen lassen. 1839 erfolgte unter Karl Friedrich Schinkel eine grundlegende Restaurierung der Kirche, die zu den Feierlichkeiten anlässlich des 300. Jahrestages der Einführung der Reformation abgeschlossen wurde, an denen König Friedrich Wilhelm III. und seine Familie teilnahmen.

### Zeit des Nationalsozialismus
In der Zeit des Nationalsozialismus war die Nikolaigemeinde Schauplatz erbitterter Gegensätze zwischen der oppositionellen Bekennenden Kirche (BK) und den regimetreuen Deutschen Christen (DC). Der Pfarrer von St. Nikolai und Spandauer Superintendent Martin Albertz war eine Schlüsselfigur in der Bekennenden Kirche und ein entschiedener Gegner des Regimes und seiner Ideologie. Auch die Pfarrer Kurt Draeger und Georg Blenn standen der Bekennenden Kirche nahe, die beiden anderen Pfarrer der Nikolaigemeinde, Berg und Peter Schletz, und die 3⁄4-Mehrheit des Gemeindekirchenrates standen auf der Gegenseite. Der Streit drehte sich um Predigtpläne, Raumvergabe und Zuständigkeiten der Pfarrer für die verschiedenen Teile der Gemeinde. Die BK-Pfarrer wurden mehrfach angezeigt und verhört, sie mussten Disziplinarmaßnahmen sowohl der Kirchenleitung als auch der staatlichen Behörden hinnehmen wie zeitweise Amtsenthebung oder Inhaftierung.
Um Pfarrer Albertz stritten die Evangelischen in Spandau zehn Jahre lang. Von 1934 bis 1936 und von 1938 bis 1945 hatte er Predigtverbot in der Nikolaikirche, sodass er mit der Bekenntnisgemeinde auf „Notquartiere“ ausweichen musste, seines Superintendentenamtes war er durchgehend enthoben. DC-Pfarrer, „Frauenhilfe“ und Gemeindekirchenrat forderten die Versetzung von Albertz statt einer bloßen Beurlaubung, umgekehrt forderten die Bekennenden Christen wiederholt mit Unterschriftslisten und Eingaben seine Wiedereinsetzung. Als er im Frühjahr 1936 vorübergehend wieder als Pfarrer (nicht als Superintendent und auch nicht als geschäftsführender Pfarrer) amtieren durfte, kamen zu seinem ersten Gottesdienst am 5. April 1936 650 bis 700 Gemeindemitglieder.

## Bau und Ausstattung

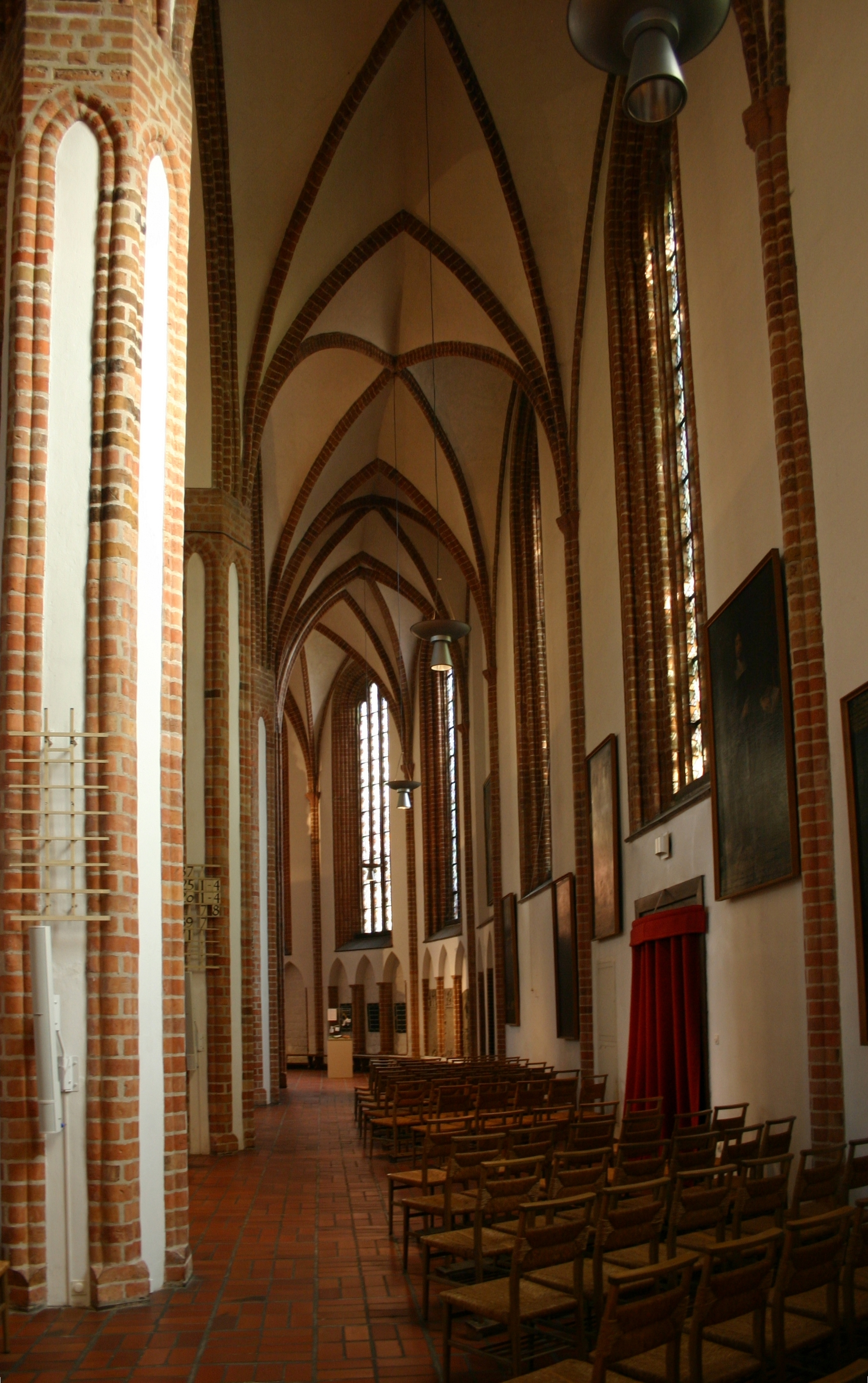
Südliches Seitenschiff, das sich in den Umgangschor fortsetzt

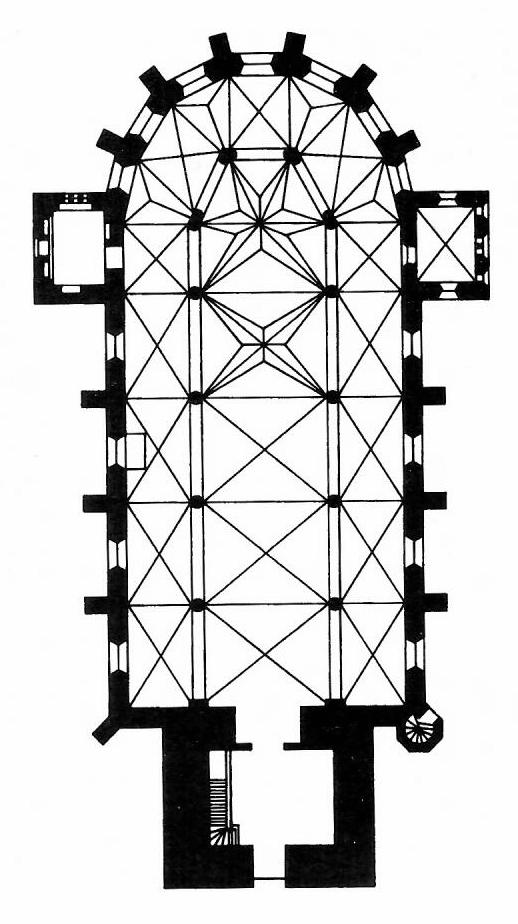
Grundriss

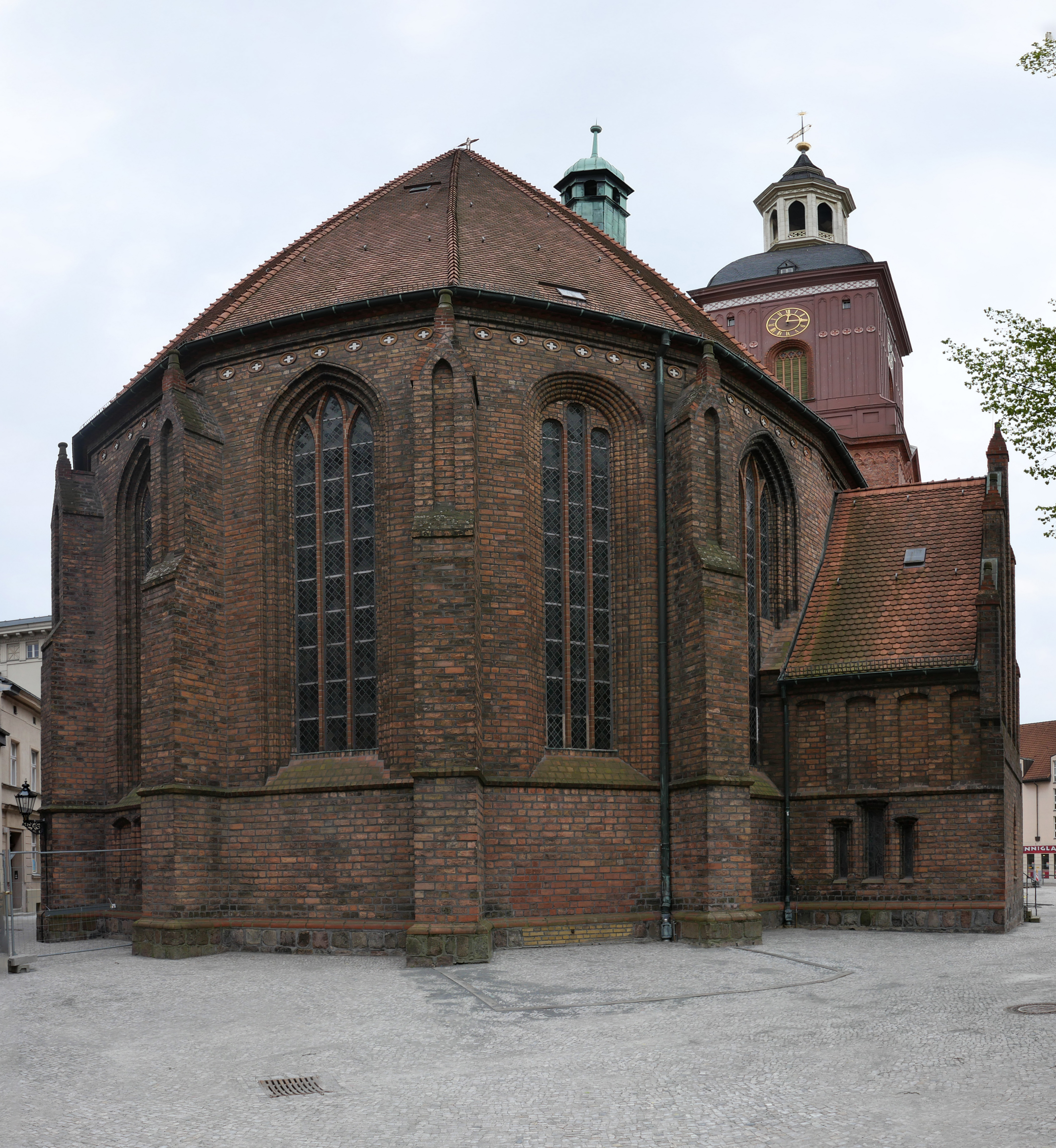
Apsis

### Das Gebäude
Die gotische Hallenkirche, ein Backsteinbau, hat ein vierjochiges Langhaus. Das Mittelschiff wird von zwei schmalen, fast gleich hohen Seitenschiffen flankiert. An das Langhaus schließt sich östlich übergangslos ein einjochiger Hallenumgangschor ohne Kapellenkranz an. Der Chor schließt außen polygonal mit einem 9/16-Schluss, im Inneren besitzt er einen 3/6-Schluss mit Sterngewölbe. Aus diesem ungleichzahligen Chorschluss resultiert im Gewölbe des Chorumgangs ein Wechsel von viereckigen und dreieckigen Grundrissfeldern; hierin stimmt die Nikolaikirche mit ihrem Vorbild, dem Chor der Nürnberger St.-Sebald-Kirche, überein. Im Scheitel des Chorumganges ist aus vorreformatorischer Zeit eine Sakramentsnische erhalten, in der das Allerheiligste aufbewahrt wurde; sie ist mit einer gotischen Holztür aus dem 15. Jahrhundert verschlossen. Zwölf Pfeiler – symbolisch für die zwölf Apostel – tragen das Kreuzrippengewölbe, das sich über dem Chorraum zum Sternrippengewölbe differenziert. Der Innenraum hat eine Länge von 51,50 Meter und eine Breite von 18,50 Meter. Das Mittelschiff ist 8,50 Meter breit und 13,10 Meter hoch, die Seitenschiffe sind 12,90 Meter hoch. Die profilierten Teile der Pfeiler und die Kreuzrippen sind aus roten Ziegeln im „Klosterformat“ gemauert, die Wände und Gewölbeflächen sind weiß verputzt. Die Fenster sind durch Stabwerk dreigeteilt und haben eine rautenförmige Bleiverglasung.
An das vierte Joch sind Seitenkapellen angebaut, die als Abschluss der quergestellten Satteldächer Ziergiebel tragen; die Südkapelle wird heute als Sakristei genutzt, die nördlich gelegene diente von 1647 bis 1774 der Glienicker Linie der Adelsfamilie von Ribbeck als Grablege und wird „Ribbeck-Kapelle“ genannt. Der westlich vorgelagerte, 75,5 Meter hohe monumentale Turm, in dem sich heute auch das Hauptportal der Kirche befindet, hat einen Grundriss von 13,98 × 10,85 Metern, im Erdgeschoss beträgt die Mauerstärke 2,99 Meter. An die Südwestecke des Langhauses ist ein oktogonaler Treppenturm angebaut. Das Dach hat eine Firsthöhe von 31,30 Meter bei einer Traufhöhe von 13,30 Meter, ist mit Biberschwänzen gedeckt und überspannt einheitlich Haupt- und Seitenschiffe. Es trägt über dem Vorchorjoch einen sechseckigen barocken Dachreiter und am östlichen Firstende ein goldenes Dachkreuz von 1993.
Der Kirchturm, der 1744, vier Jahre nach dem verheerenden Stadtbrand, eine neue barocke Spitze erhalten hatte, brannte am 6. Oktober 1944 nach einem Bombentreffer aus und erhielt danach ein pyramidenförmiges Notdach. Bei der Sanierung des Gotteshauses im Jahr 1989 erhielt der Turm wieder seine rekonstruierte barocke Haube mit Schinkelschem Schmuckwerk nach Plänen von 1839. Infolge des Bombeneinschlags verbrannten auch Orgel und Orgelbühne sowie die Hälfte des Kirchengestühls, der Dachstuhl konnte gerettet werden. Im Herbst 1946 wurde mit den Aufbauarbeiten begonnen, am 27. März 1949 fand der erste Gottesdienst nach der Kriegszerstörung statt.
Die letzte umfassende Innen- und Außenrestaurierung erfolgte schrittweise in den Jahren 1979 bis 1996.

### Prinzipalien
Folgende Prinzipalien in der St.-Nikolai-Kirche sind erwähnenswert:
- Der Altar besitzt ein acht Meter hohes Retabel, einen Altaraufsatz, im Renaissancestil. Es wurde am 17. Juli 1582 von Graf Rochus zu Lynar und seiner Frau Anne gestiftet und erhebt sich plastisch aus Kalkstein gefertigt und mit Stuckaufsätzen versehen. In der Mittelachse ist unten reliefartig und farbig gefasst das Abendmahl Jesu dargestellt, darüber das Jüngste Gericht und in der Spitze in einer gekrönten Mandorla Christus am Kreuz über einer Weltkugel und der Bundeslade. Das untere Feld mit der Abendmahlsszene hat zwei feststehende Seitenflügel, die an einen gotischen Flügelaltar erinnern und auf denen die Stifterfamilie in kniender Haltung dargestellt ist. Die Felder des Retabels werden gegliedert von allegorischen Frauengestalten, Engeln und teilweise vergoldeten Pilastern. Der Meister des Retabels ist unbekannt, die Ausmalung stammt von Hieronymus Rosenbaum.
- Das bronzene Taufbecken – heute auf der linken Chorseite zwischen dem ersten nördlichen Chorpfeilerpaar aufgestellt – ist das älteste erhaltene Stück in der Kirche. Das in am Beckenrand umlaufenden gotischen Minuskeln angegebene Datum „im Jahr des Herrn 1398 am Fest der Geburt der glorreichen Jungfrau Maria“ (8. September) wird als Hinweis auf den Zeitpunkt der Fertigstellung des Kirchenschiffs verstanden. Das Taufbecken liegt auf vier als Männergestalten ausgebildeten Trägerfiguren, den vier Evangelisten, und erhielt 1839 einen bronzenen Deckel.
- Die hölzerne Kanzel am ersten südlichen Pfeiler entstammt dem Barock und wurde im letzten Drittel des 17. Jahrhunderts von einem unbekannten Meister geschaffen. Die Kanzel gehörte zunächst zur Kapelle des Potsdamer Stadtschlosses, bis sie 1714 König Friedrich Wilhelm I. der reformierten Spandauer Johanneskirche schenkte, in der sie dann 1751 aufgestellt wurde. Die Johannes-Gemeinde ging 1897 in der Nikolai-Gemeinde auf, und die Kanzel kam nach dem Abriss der Johanneskirche 1902/1903 im Jahr 1904 mit einer neuen Treppe an ihren heutigen Platz. Den Kanzelfuß bilden drei Bärentatzen; er trägt den Kanzelkorb und darüber den von zwei akanthusumrankten Ständern getragene Kanzeldeckel. Korb und Deckel sind reich mit in bronzierendem Grün gefassten Akanthusblättern verziert. Unter der Brüstung des Korbes ragen drei geschwärzte, hockende Adler mit goldenen Krallen und Schnäbeln heraus.[18]

Prinzipalien
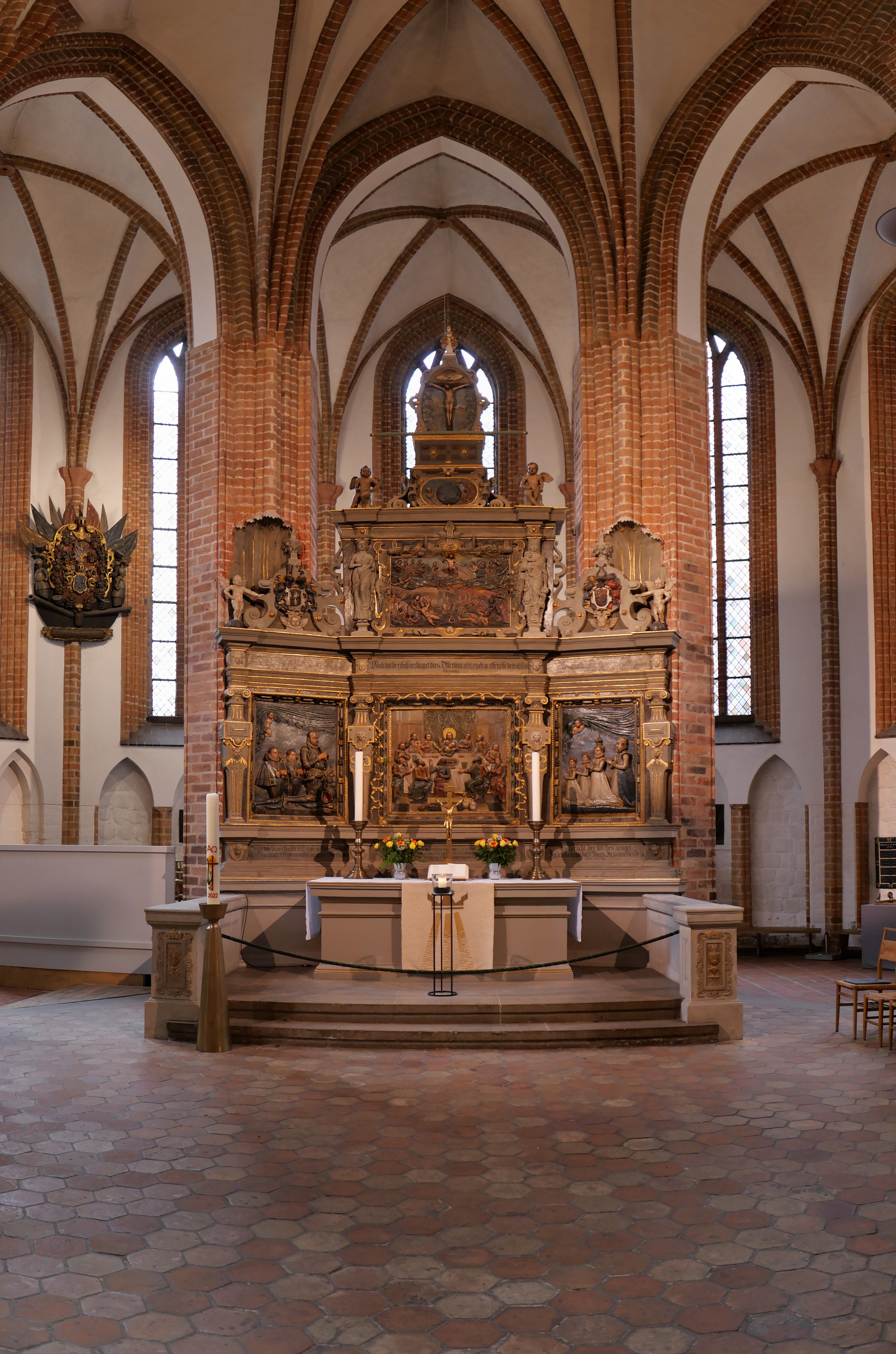
Flügelaltar von 1582
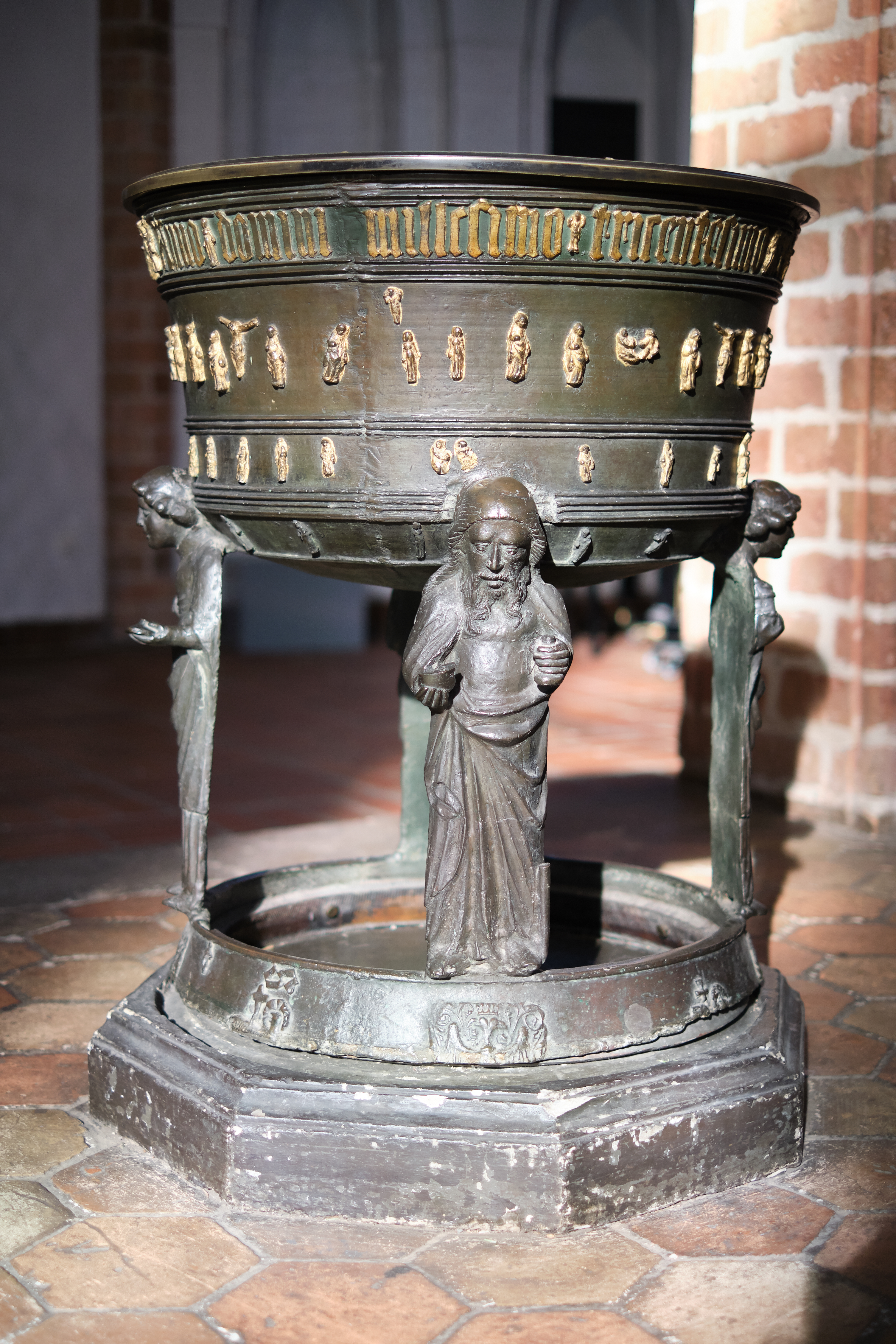
Taufbecken von 1398

### Sakrale Kunst
- Eine Kreuzigungsgruppe ist heute in einer Nische an der Nordwand, über dem Eingang zur Ribbeck-Kapelle, angebracht. Der überlebensgroße Kruzifixus, aus Lindenholz geschnitzt, wurde Ende des 15. Jahrhunderts geschaffen, die Statuen der Maria (rechts) und des Johannes (links) aus Eschenholz Anfang des 16. Jahrhunderts. Sie wurden erst später zur Dreiergruppe vereinigt. Gegenüber anderen Darstellungen stehen die Figuren in St. Nikolai seitenvertauscht. Ihr Aufstellungsort wechselte in der Kirche. In der ersten Hälfte des 20. Jahrhunderts befand sie sich auf einem Trägerbalken, der das Mittelschiff in Höhe des Choreingangs überspannte. Weil die Gruppe ab März 1944 ausgelagert war, blieb sie unversehrt von Kriegseinwirkungen und wurde 1949 an der bisherigen Stelle provisorisch aufgehängt. 1959 wurde entschieden, die Kreuzigungsgruppe an der heutigen Stelle anzubringen. Im gleichen Jahr wurde das Kreuz aus Kiefernholz mit einer Höhe von vier Metern und einer Breite von 2,70 Metern erneuert.[19]
- An einem Pfeiler im Chor links, über dem Taufbecken, wurde 2006 eine Skulptur des Kirchenpatrons St. Nikolaus enthüllt. Sie stammt von dem Künstler Bernd Gisevius und stellt in moderner Formensprache den Heiligen einerseits – im größeren unteren Teil – als dynamischen Retter aus Seenot dar, andererseits als Bischof mit Mitra und Stab, aus der Bibel vortragend.
- In der Ribbeck-Kapelle steht eine Nachbildung der Spandauer Madonna, deren Original 1876 dem Märkischen Museum übergeben worden war. Die gotische Marienskulptur von 1290 diente der Marienverehrung und stammt möglicherweise aus dem Spandauer Benediktinerinnenkloster, das eine Marienkirche besaß.
- Die Kirche enthält zahlreiche Epitaphien (zum Beispiel das des Feldmarschalls Joachim von Roebel und seines Bruders Zacharias) und Gemälde aus verschiedenen Epochen.

Sakrale Kunst
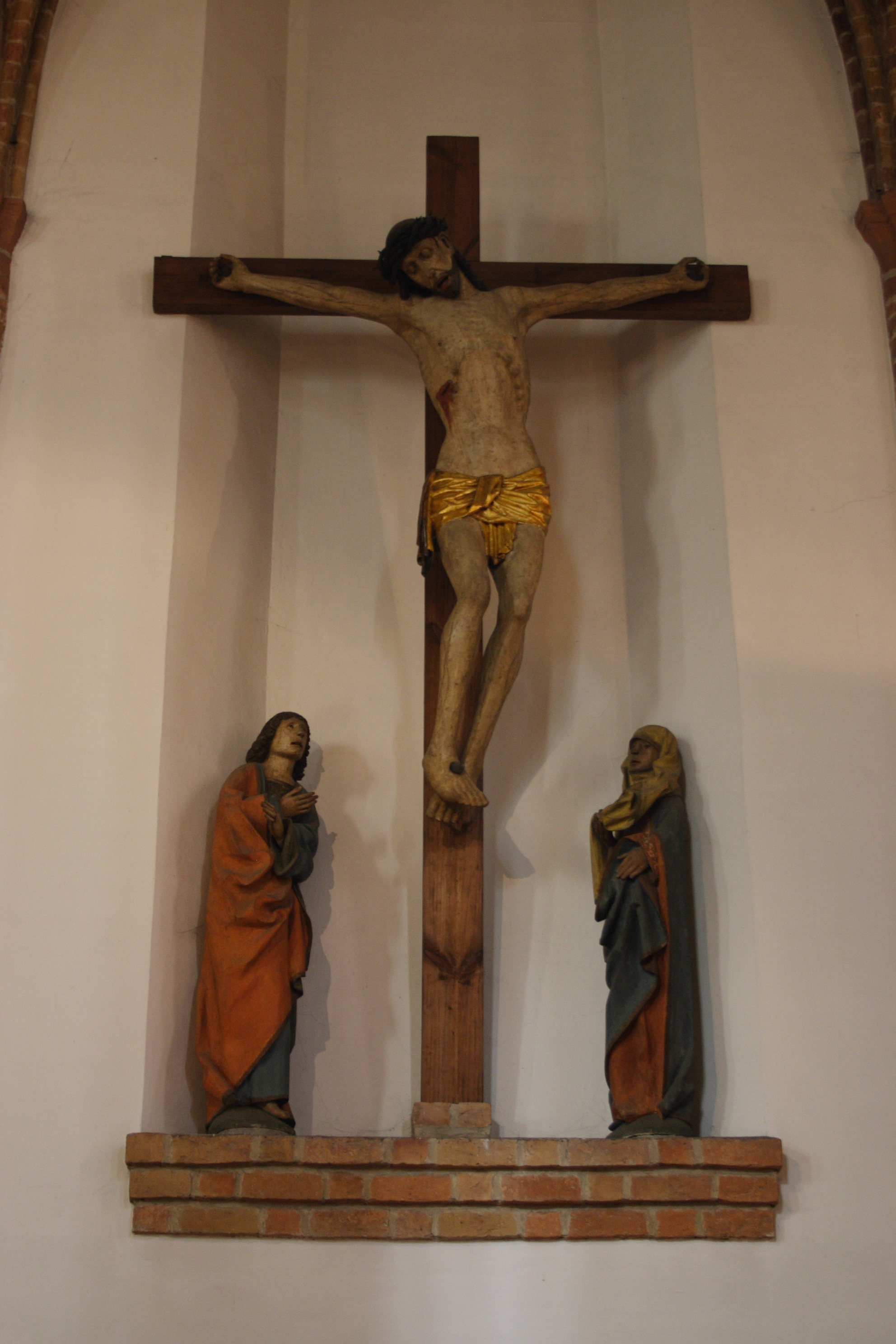
Kreuzigungsgruppe
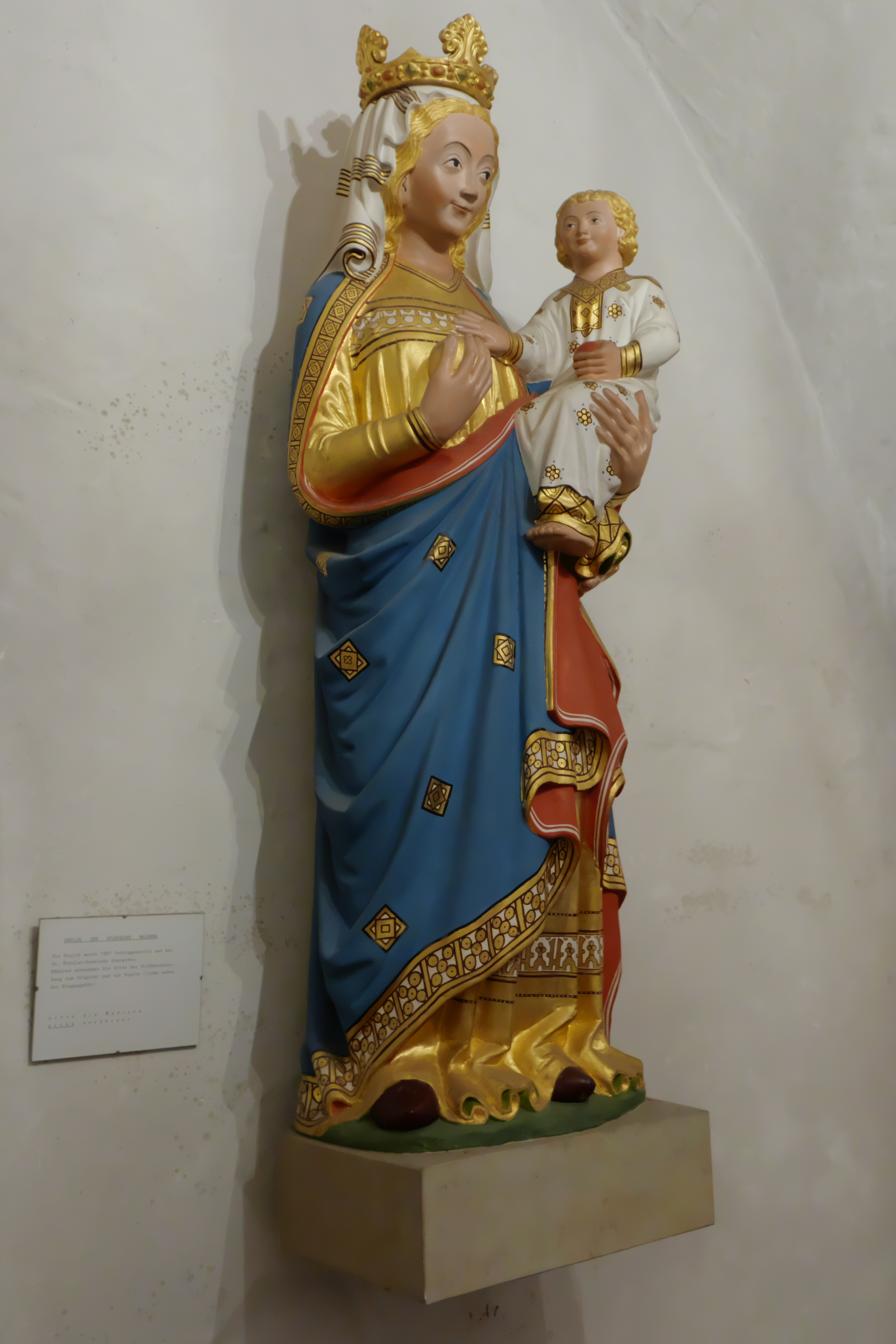
Spandauer Madonna (Replik) in der Ribbeckschen Kapelle (früher Marienkapelle) der Kirche

### Orgel

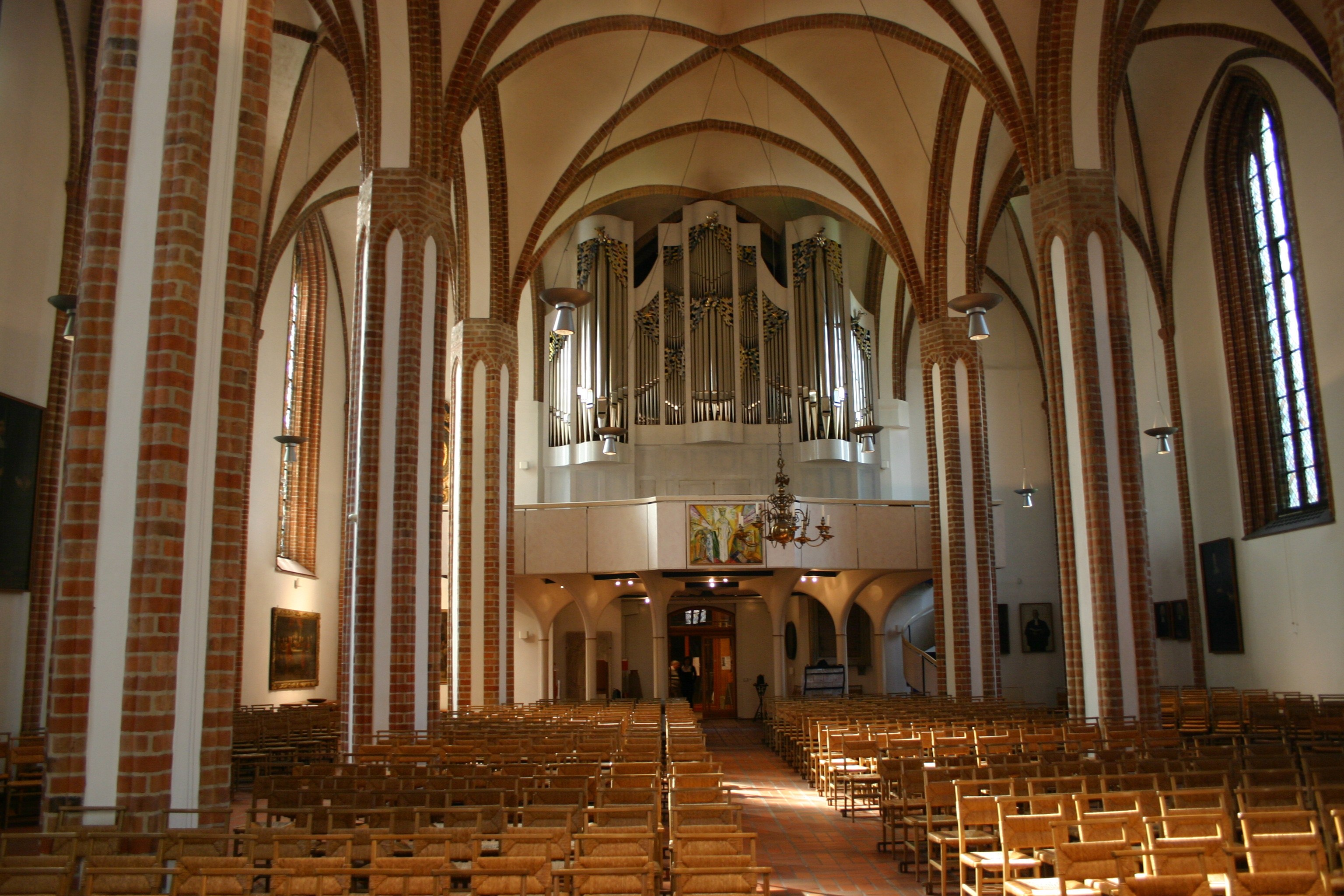
Der Orgelprospekt

Die Orgelgeschichte von St. Nikolai reicht zurück bis in das 15. Jahrhundert. 1734 erbaute der Orgelbauer Joachim Wagner, ein Geselle Gottfried Silbermanns, ein zweimanualiges Werk, das Friedrich Ladegast 1880 um ein drittes Manual erweiterte. Die Orgel verbrannte beim alliierten Luftangriff auf Spandau am 6. Oktober 1944.
Im Jahr 1956 wurde von der Lübecker Orgelbaufirma Kemper eine neue Orgel mit 44 Registern erbaut. Sie war nach ihrer Fertigstellung die bedeutendste „Nachkriegsorgel“ Berlins. 1970 erfolgte durch Kemper ein Umbau der Orgel und eine Neugestaltung des Prospektes. In der gotischen Kirche wirkte das moderne, asymmetrisch gestaltete Instrument jedoch wie ein Fremdkörper. Zudem traten zunehmend klangliche und technische Schwächen auf. Die Gemeinde entschloss sich deshalb zum Bau einer neuen Orgel. Die Kemper-Orgel wurde 1995 an die Stadtpfarrkirche Peitz verschenkt, wo sie 1996 wieder eingeweiht wurde, ihre Defizite werden seitdem sukzessive behoben.
Die heutige Orgel wurde von der Firma Hermann Eule Orgelbau Bautzen errichtet und am 6. Oktober 1996 eingeweiht. Beim Bau der Orgel wollte man in dem modernen, zeitgemäßen Instrument die Orgelgeschichte von St. Nikolai „spürbar“ werden lassen. Wesentlich mitbestimmt wurden die Konzeption und die Dispositionen von Haupt- und Oberwerk durch das Instrument Joachim Wagners. Das Schwellwerk orientiert sich an Orgeln des ausgehenden 18. Jahrhunderts. Das Instrument hat 3638 Pfeifen – davon 268 Holzpfeifen – in 51 Registern auf drei Manualen und Pedal. Die Spieltrakturen sind mechanisch. Die Registertrakturen sind mechanisch und elektrisch. Auch das neunteilige, stark gegliederte und reich ornamentierte Gehäuse nimmt ein Konzept Joachim Wagners auf.
Disposition:
| I Hauptwerk C–g3 |                   |        |
| 01.              | Principal         | 08′    |
| 02.              | Bordun            | 16′    |
| 03.              | Viola di Gamba    | 08′    |
| 04.              | Hohlflöte         | 08′    |
| 05.              | Rohrflöte         | 08′    |
| 06.              | Traversflöte      | 04′    |
| 07.              | Spitzflöte        | 04′    |
| 08.              | Octave            | 04′    |
| 09.              | Quinte            | 02 ⁄3′ |
| 10.              | Octave            | 02′    |
| 11.              | Cornett V (ab g°) | 08′    |
| 12.              | Mixtur V          | 01 ⁄3′ |
| 13.              | Cimbel III        | 01′    |
| 14.              | Fagott            | 16′    |
| 15.              | Trompete          | 08′    |
|                  | Tremulant         |        |

| II Oberwerk C–g3 |              |        |
| 16.              | Principal    | 4′     |
| 17.              | Traversflöte | 8′     |
| 18.              | Gedackt      | 8′     |
| 19.              | Quintadena   | 8′     |
| 20.              | Rohrflöte    | 4′     |
| 21.              | Quinte       | 2 ⁄3′  |
| 22.              | Oktave       | 2′     |
| 23.              | Waldflöte    | 2′     |
| 24.              | Terz         | 1 3⁄5′ |
| 25.              | Quinte       | 1 ⁄3′  |
| 26.              | Scharff IV   | 1 ⁄3′  |
| 27.              | Vox humana   | 8′     |
|                  | Tremulant    |        |

| III Hinterwerk C–g3 |                       |        |
| 28.                 | Lieblich Gedackt      | 16′    |
| 29.                 | Principal             | 08′    |
| 30.                 | Unda maris            | 08′    |
| 31.                 | Salicional            | 08′    |
| 32.                 | Lieblich Gedackt      | 08′    |
| 33.                 | Fugara                | 08′    |
| 34.                 | Octave                | 04′    |
| 35.                 | Nasat                 | 02 ⁄3′ |
| 36.                 | Flageolet             | 02′    |
| 37.                 | Echocornett V (ab g°) | 08′    |
| 38.                 | Mixtur IV             | 02′    |
| 39.                 | Trompete              | 08′    |
| 40.                 | Oboe                  | 08′    |
|                     | Tremulant             |        |

| Pedal C–f1 |           |         |
| 41.        | Principal | 16′     |
| 42.        | Subbass   | 16′     |
| 43.        | Violon    | 16′     |
| 44.        | Octavbass | 08′     |
| 45.        | Gemshorn  | 08′     |
| 46.        | Quinte    | 05 1⁄3′ |
| 47.        | Octave    | 04′     |
| 48.        | Mixtur VI | 02 ⁄3′  |
| 49.        | Posaune   | 16′     |
| 50.        | Trompete  | 08′     |
| 51.        | Clairon   | 04′     |

- Koppeln: II/I, III/I, I/P, II/P, III/P
- Nebenregister: Zwei Zimbelsterne
- Spielhilfen: Tutti, Zungenabsteller, 512-fache Setzeranlage

### Glocken
Dem Stadtbrand am 25. Juni 1740 fielen auch die vorhandenen Kirchenglocken zum Opfer. Die Gemeinde kaufte im 18. Jahrhundert neue Glocken. Eine wurde im Ersten Weltkrieg eingeschmolzen. Bei dem Bombentreffer im Oktober 1944 wurde eine Glocke zerstört. Die erhaltene größere, 1704 von Johannes Jacobi in Berlin gegossen, hängt seit 1988 im Dachreiter und dient als „Signierglocke“, die beim Beten des Vaterunser geläutet wird.
Im Jahr 1965 erhielt die Kirche zwei neue Glocken, 1990 eine dritte, die am 14. September 1990 gegossen und am Tag der Deutschen Einheit, dem 3. Oktober 1990, zum ersten Mal geläutet wurde. Die drei Glocken wurden gegossen von Petit & Gebr. Edelbrock in Gescher und läuten zu den Gottesdiensten, am Morgen und am Abend und schlagen tagsüber auch die Uhrzeit. Die Entstehung der letzten Glocke dokumentierte Die Sendung mit der Maus.
| Nr. | Name                          | Gussjahr | Gießer                   | Durchmesser (cm) | Masse (kg) | Nominal | Inschrift |
| 1   | Dankglocke                    | 1990     | Petit & Gebr. Edelbrock  | 175              | 3400       | b°      | Danket dem Herrn · denn er ist freundlich · und seine Guete waehret ewiglich · Psalm 118,1 – Stadt und Land ist Erbarmung widerfahren · Unser Gott hat wieder verbunden · was getrennt war · AD 1990                                                         |
| 2   | Traditionsglocke              | 1965     | Petit u. Gebr. Edelbrock | 150              | 2298       | des'    | + O Land, Land, Land, höre des Herrn Wort – So stand es auf der im 1. Weltkrieg eingeschmolzenen alten Glocke – so ruft es diese neue Glocke wieder. Gegossen 1965 – 20 Jahre nach Beendigung des 2. Weltkriegs durch Petit u. Gebr. Edelbrock Gescher i./W. |
| 3   | Bittglocke                    | 1965     | Petit u. Gebr. Edelbrock | 132,3            | 1575       | es'     | Diene dem geteilten Land, diene der geteilten Stadt. + Verbinde, was getrennt ist. Erbarme dich unser, o Herr. Gegossen 1965 durch Petit u. Gebr. Edelbrock Gescher i./W.                                                                                    |
| I   | Signierglocke (im Dachreiter) | 1704     | Johannes Jacobi          | 70               | 0198       |         | Alles, was Odem hatt lobe den Herrn Halleluja · 1704 · Primae meae gentis et profundissima quaeque [„Ich bin die erste und tiefste meiner Art“] Johannes Jacobi goss mich                                                                                    |

## In der Umgebung der Kirche
Vor dem Hauptportal der Kirche steht das Denkmal Kurfürst Joachims II., das anlässlich des 350-jährigen Jubiläums der Einführung der Reformation durch Joachim II. von Erdmann Encke entworfen und 1889 enthüllt wurde. Am Sockel des Denkmals zeigen Bildtafeln den Kurfürsten bei der Einnahme des Abendmahls und bei seinem Übertritt zum Protestantismus. Außerdem befindet sich nördlich der Kirche das Denkmal für die Gefallenen der Befreiungskriege 1813–1815, von Karl Friedrich Schinkel entworfen und 1816 eingeweiht.